# Chú âm phù hiệu

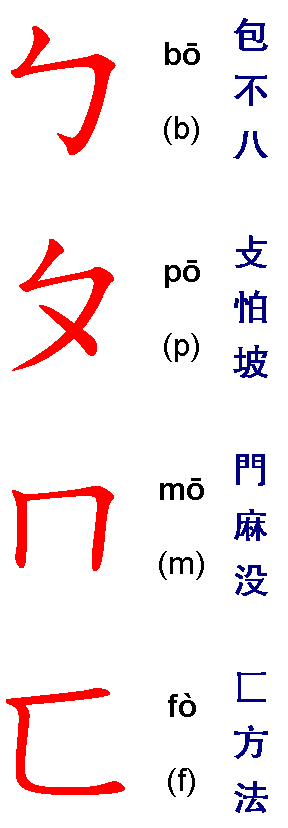
4 chữ cái đầu của chú âm ㄅㄆㄇㄈ (Bopomofo)

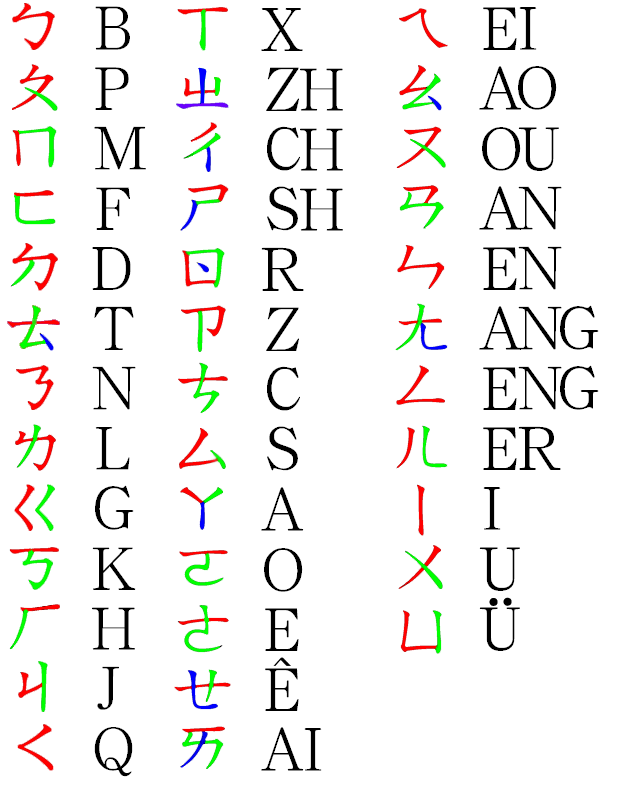
Bút thuận của chú âm (đỏ→lục→lam) và bính âm tương ứng

Chú âm phù hiệu (tiếng Trung: 注音符號; bính âm: zhùyīn fúhào; Việt bính: zyu³ jam¹ fu⁴ hou²; Chú âm phù hiệu: ㄓㄨˋ ㄧㄣ ㄈㄨˊ ㄏㄠˋ) hay chú âm, cũng được gọi là Bopomofo ở phương Tây là một loại chữ viết dùng để ký hiệu cách phát âm các chữ Hán trong tiếng Quan Thoại. Bảng chữ cái chú âm gồm có 37 ký tự và 4 dấu thanh và có thể ký hiệu được toàn bộ các âm Quan Thoại của chữ Hán. Chú âm phù hiệu từng được phổ biến rộng rãi ở Trung Quốc đại lục bởi Chính phủ Bắc Dương vào những năm 1910 và được dùng song song với hệ thống phiên âm chữ Hán Wade-Giles. Sau đó hệ thống Wade-Giles được thay thế vào năm 1958 bằng hệ thống Bính âm Hán ngữ bởi Cộng hòa Nhân dân Trung Hoa và tại Tổ chức tiêu chuẩn hóa quốc tế vào năm 1982. Mặc dù Đài Loan đã chính thức không sử dụng hệ thống Wade-Giles từ năm 2009, chú âm phù hiệu vẫn được sử dụng chính thức và rộng rãi tại đây trong nhiều lĩnh vực, đặc biệt là giáo dục và đánh máy.
Chú âm phù hiệu có thể coi như là một bảng chữ cái tượng thanh do chính người Trung Quốc tạo ra để biểu âm cho tiếng Quan Thoại khi mà Hán tự là chữ tượng hình biểu ý. Do vậy nó có phần nào đó giống như kana của tiếng Nhật khi cùng là ký tự biểu âm và xuất phát từ Hán tự mà ra.

## Tên gọi
Tên gọi chính thức cũ của hệ thống chú âm phù hiệu là Quốc âm tự mẫu (國音字母) và Chú âm tự mẫu (注音字母). Đến năm 1930 thì được đổi tên thành Chú âm phù hiệu như hiện nay và sớm được Cộng hòa Nhân dân Trung Hoa sử dụng trong việc giáo dục tiểu học.
Tên gọi Bopomofo ở phương Tây lấy từ âm đọc của 4 ký hiệu đầu tiên làㄅㄆㄇㄈ - bpmf.

## Ký tự chú âm

### Phụ âm
| Chú âm phù hiệu | ㄅ | ㄆ | ㄇ | ㄈ | ㄉ | ㄊ | ㄋ | ㄌ | ㄍ | ㄎ | ㄏ | ㄐ | ㄑ  | ㄒ | ㄓ | ㄔ  | ㄕ | ㄖ | ㄗ | ㄘ  | ㄙ |
| Bính âm         | b  | p  | m  | f  | d  | t  | n  | l  | g  | k  | h  | j  | q   | x  | zh | ch  | sh | r  | z  | c   | s  |
| IPA             | p  | pʰ | m  | f  | t  | tʰ | n  | l  | k  | kʰ | x  | tɕ | tɕʰ | ɕ  | tʂ | tʂʰ | ʂ  | ɻ  | ts | tsʰ | s  |

### Nguyên âm
| Chú âm phù hiệu | ㄧ | ㄨ | ㄩ | ㄚ | ㄛ | ㄜ | ㄝ | ㄞ | ㄟ | ㄠ | ㄡ | ㄢ | ㄢ | ㄣ | ㄣ | ㄤ  | ㄥ  | ㄥ | ㄦ | ㄦ |
| Bính âm         | i  | u  | ü  | a  | o  | e  | ie | ai | ei | ao | ou | an | an | en | n  | ang | eng | ng | er | r  |
| IPA             | i  | u  | y  | a  | o  | ɤ  | ɛ  | ai | ɛi | ɑu | ou | an | ɛn | ən | n  | ɑŋ  | əŋ  | ŋ  | ɚ  | r  |

- ㄧ trong cách viết ngang sẽ viết là "─", còn nếu viết dọc thì sẽ viết là "│".
- ㄢ được phát âm là ɛn nếu đứng sau ㄧ và ㄩ.
- ㄣ được phát âm là n nếu đứng sau ㄧ và ㄩ.
- ㄥ được phát âm là ŋ nếu đứng sau một nguyên âm.
- ㄦ có thể được sử dụng trong Nhi hóa.

## Nguồn gốc ký tự

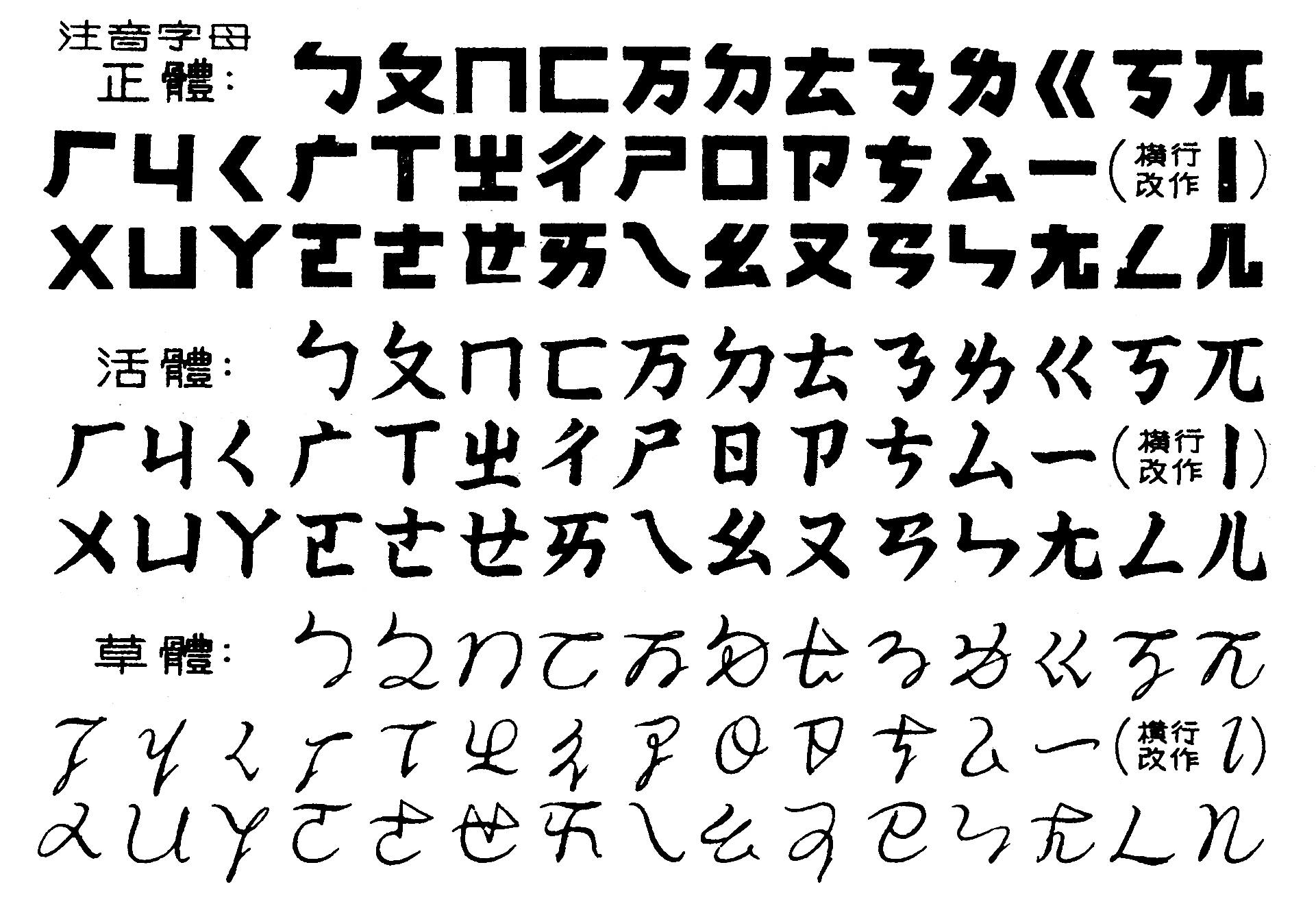
Chú âm phù hiệu ở định dạng Thông thường, Viết tay Thông thường & Chữ thảo

### Thứ tự nét

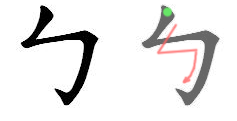
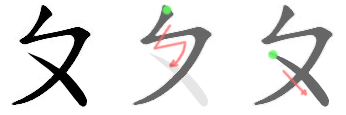
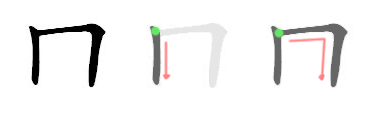
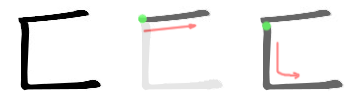
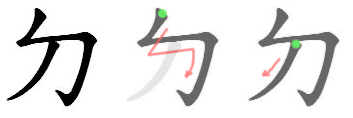
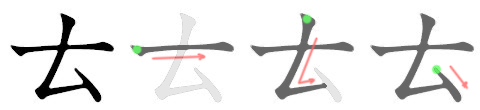
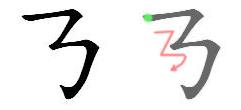
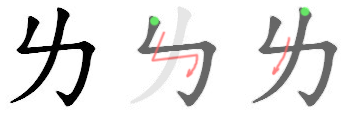
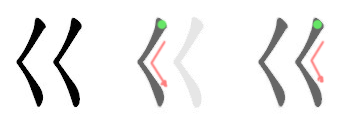
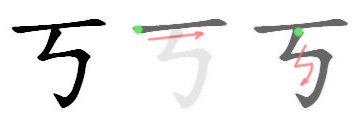
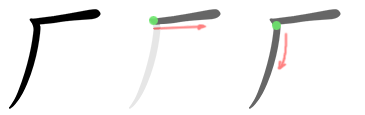
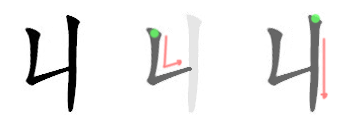
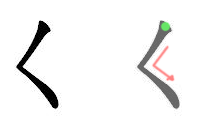
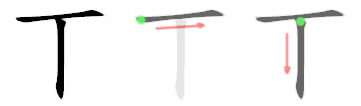
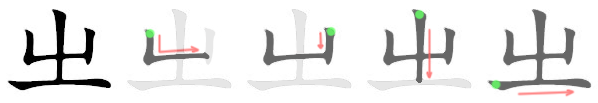
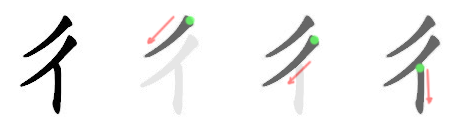
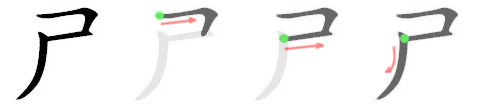
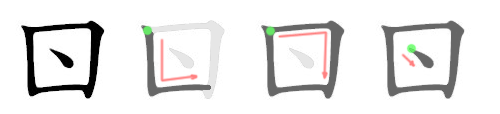
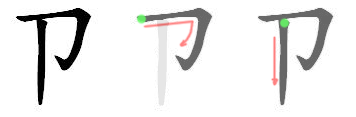
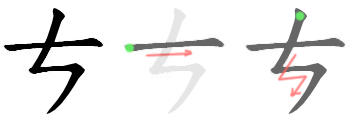
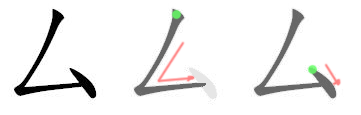
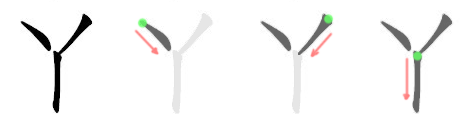
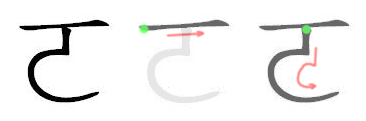
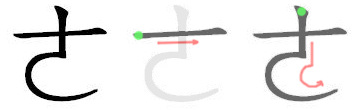
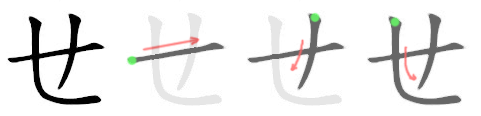
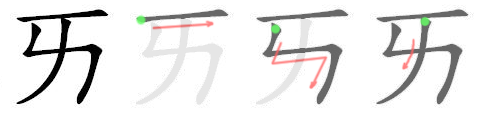
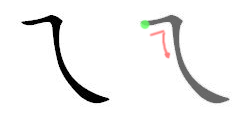
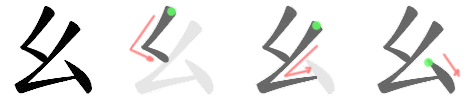
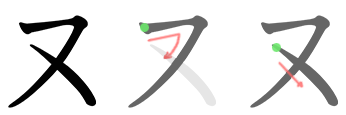
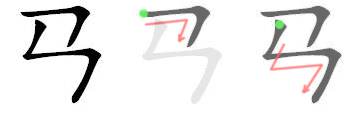
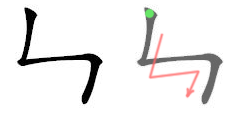
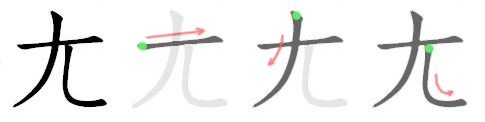
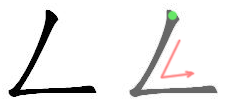
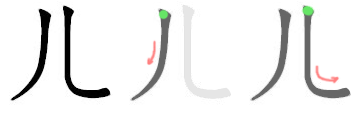
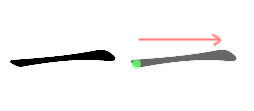
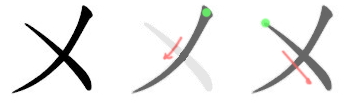
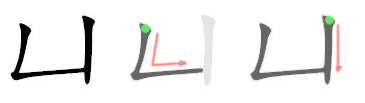
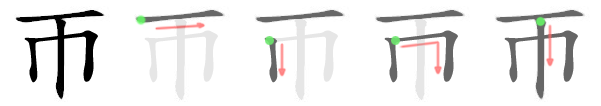

### Thanh điệu
| Thanh           | Âm bình | Dương bình | Thượng thanh | Khứ thanh | Khinh thanh |
| --------------- | ------- | ---------- | ------------ | --------- | ----------- |
| Chú âm phù hiệu |         | ˊ          | ˇ            | ˋ         | ˙           |

### Ngoại lệ
Bán nguyên âm
| Chú âm phù hiệu | ㄩㄥ | ㄨㄥ | ㄧㄥ | ㄧㄣ | ㄧㄝ | ㄩㄝ |
| Bính âm         | iong | ong  | ing  | in   | ie   | üe   |